# المرأة الكاملة (رواية)
المرأة الكاملة؛ هي رواية للكاتب سلطان الموسى، طُرح فيها عدة قضايا تدور حول الشخصيتين الرئيسيتين نفرتيتي وزوجها الذي طلب منهم منادته ب أخناتون وتدور أحداث الرواية في عصر الحضارة الفرعونية.

## نبذة
”أدركت نفرتيتي أثناء صلاتها أن أمامها وأمام زوجها قرارات مصيرية، وأن مستقبلها كملكة ومستقبل البلاد سيأخذ منعطفاً أخر، منعطفاً خطيراً جداً، قد يجازف الزوجان الملكيّان بشعبيتهما، قد يخسران حب الناس وكل شيء قد ينقلب الناس عليهما فيكونان من الخاسرين. ”
الرواية مستوحاه من أحداث واقعية، كيف لأخناتون أن يغير الدين السائد في ذلك الوقت، وسلطة رجال الدين، لتنتقل الرواية لقصة حبه مع نفرتيتي التي ساهمت بشكل بارز في إبراز دور المرأة في المجتمع، وفي ذات الوقت، مساندتها لزوجها في شؤون الحكم.

## وصلات خارجية
- رواية المرأة الكاملة - نسخة الكترونية